# Erasmo González Robledo
Erasmo González Robledo (Ciudad Madero, Tamaulipas; 28 de junio de 1972) es un político mexicano que fue miembro del Partido Revolucionario Institucional y posteriormente del Movimiento Regeneración Nacional (Morena). Desde 2018 es diputado federal.

## Biografía
Tiene estudios de licenciatura como contador público y auditor por la Universidad Autónoma de Tamaulipas, misma institución por la que cuenta con maestría en Ciencias Políticas y Administración Pública. Es hijo de Erasmo González Martínez, presidente municipal de Ciudad Madero, Tamaulipas de 1981 a 1983.
Inicialmente miembro del PRI, fue secretario particular de Guadalupe González Galván en 2004, candidato del PRI a presidente municipal de Ciudad Madero, y al ser éste electo y asumir el cargo, lo nombró contralor del ayuntamiento en 2005, comisario en el DIF de 2005 a 2007 y luego tesorero del ayuntamiento en 2007.
De 2008 a 2011 fue jefe de la oficina fiscal de Ciudad Madero en el gobierno de Eugenio Hernández Flores y de 2011 a 2013 fue delegado regional de Ciudad Madero en la administración de Egidio Torre Cantú. En 2013 fue postulado candidato del PRI a diputado local por el distrito 20 del estado, resultando electo a la LXII Legislatura del Congreso del Estado de Tamaulipas que terminó su periodo en 2016; ahí fue presidente de la comisión de Vigilancia de la Auditoría Superior del Estado; secretario de la comisión de Patrimonio Estatal y Municipal; e integrante de la comisión Especial Plural para la reforma Política-Electoral del Estado. Así mismo, fue vocal de las comisiones de Desarrollo Urbano y Puertos; de Desarrollo Sustentable; de Ciencia y Tecnología; de Información, Gestoría y Quejas; de Finanzas, Planeación, Presupuesto y Deuda Pública; de Juventud; de Turismo; y, Especiales para el Seguimiento de la Reforma Energética; y, de la Vivienda.
En 2018 renunció a su militancia en el PRI y se unió a Morena, que ese mismo año lo postuló como candidato de la coalición Juntos Haremos Historia a diputado federal por el Distrito 7 de Tamaulipas. Resultó electo a la LXIV Legislatura de ese año a 2021. En la Cámara de Diputados es presidente de la comisión de Presupuesto y Cuenta Pública; e integrante de la comisión de Medio Ambiente, Sustentabilidad, Cambio Climático y Recursos Naturales; y de la de Puntos Constitucionales.